# Romain Bayard
 (août 2025).
Pour les articles homonymes, voir Bayard.
Romain Bayard, né le 15 octobre 1993 à Compiègne, est un footballeur français. Il évolue au poste de milieu offensif.

## Carrière
Formé à Sochaux, Romain Bayard n'est pas conservé à 20 ans et rebondit au niveau amateur à Belfort puis à Choisy-au-Bac. En 2015 les entraîneurs du groupe D de CFA2 l'élisent dans l'équipe-type de la saison.
Il rejoint le Stade lavallois pour trois ans lors de l'été 2016, après une nouvelle belle saison avec Dunkerque à l'issue de laquelle il est élu dans l'équipe type par les entraîneurs de National.
Le 21 juin 2017, Romain Bayard résilie son contrat avec le Stade lavallois et s'engage avec le Tours FC.
La saison 2019-2020 voit le joueur s'engager avec le Pau Football Club, à la suite de la relégation de Tours.
Pour la saison 2021-2022, Romain Bayard va découvrir un nouveau pays et s’est engagé avec le FC Stade Lausanne Ouchy, en Challenge League.

## Statistiques
| Saison                | Club                  | Championnat           | Championnat | Championnat | Coupe nationale | Coupe nationale | Coupe de la Ligue | Coupe de la Ligue | Total | Total |
| Saison                | Club                  | Division              | M.          | B.          | M.              | B.              | M.                | B.                | M.    | B.    |
| 2013-2014             | ASM Belfort           | CFA                   | 6           | 0           | -               | -               | -                 | -                 | 6     | 0     |
| 2014-2015             | US Choisy-au-Bac      | CFA 2                 | 20          | 6           | -               | -               | -                 | -                 | 20    | 6     |
| 2015-2016             | USL Dunkerque         | National              | 27          | 9           | 4               | 1               | -                 | -                 | 31    | 10    |
| Sous-total            | Sous-total            | Sous-total            | 53          | 15          | 4               | 1               | -                 | -                 | 57    | 16    |
| 2016-2017             | Stade lavallois       | Ligue 2               | 30          | 1           | 3               | 1               | 2                 | 0                 | 35    | 2     |
| Sous-total            | Sous-total            | Sous-total            | 30          | 1           | 3               | 1               | 2                 | 0                 | 35    | 2     |
| 2017-2018             | Tours FC              | Ligue 2               | 11          | 0           | 1               | 0               | 2                 | 1                 | 14    | 1     |
| Sous-total            | Sous-total            | Sous-total            | 11          | 0           | 1               | 0               | 2                 | 1                 | 14    | 1     |
| Total sur la carrière | Total sur la carrière | Total sur la carrière | 94          | 16          | 8               | 2               | 4                 | 1                 | 106   | 19    |